# SYSTEM-GX
SYSTEM-GX（システムGX）は、コナミ（後のコナミデジタルエンタテインメント→コナミアミューズメント）が開発したアーケードゲーム基板である。
SYSTEM-GXマザーボードに、ROMを実装したROMボードを接続する。ROM交換後には以前の設定データをクリアする「イニシャライズ」と呼ばれる作業が必要となる。
一部のROMボードにはビットマップ画像のハードウェア拡大縮小回転機能を有するLSI PSAC2が搭載されている。

## 発売されたタイトル
| 稼働時期   | 作品名                                     | 備考 | 注 |
| ---------- | ------------------------------------------ | ---- | -- |
| 1994年3月  | ゴルフィンググレイツ2                      |      |    |
| 1994年4月  | 極上パロディウス 〜過去の栄光を求めて〜    |      |    |
| 1994年7月  | 対戦ぱずるだま                             |      |    |
| 1994年12月 | サッカースーパースターズ                   |      |    |
| 1994年     | リーサルエンフォーサーズII ザ・ウエスタン  |      |    |
| 1994年     | レーシングフォース                         |      |    |
| 1995年4月  | ツインビーヤッホー! ふしぎの国で大あばれ!! |      |    |
| 1995年8月  | ドラグーンマイト                           |      |    |
| 1995年12月 | ときめきメモリアル対戦ぱずるだま           |      |    |
| 1996年2月  | 沙羅曼蛇2                                  |      |    |
| 1996年3月  | セクシーパロディウス                       |      |    |
| 1996年3月  | スラムダンク2                              |      |    |
| 1996年3月  | だい好キッス                               |      |    |
| 1996年10月 | 対戦とっかえだま                           |      |    |
| 1996年12月 | ヴァーサスネットサッカー                   |      |    |
| 1997年7月  | ウィニングスパイク                         |      |    |
| 1997年10月 | ラッシングヒーローズ                       |      |    |